# Retrato de Suzanne Bloch
Retrato de Suzanne Bloch é um óleo sobre tela do pintor Pablo Picasso, produzido em Paris, no ano de 1904. A obra é apontada como uma das últimas do período azul (1901-1904) do mestre espanhol e retrata a cantora francesa Suzanne Bloch. O quadro, pertencente ao acervo do Museu de Arte de São Paulo, é assinado pelo autor e mede 65 por 54 centímetros. Foi furtado do MASP no dia 20 de dezembro de 2007 e recuperado posteriormente no dia 08 de janeiro de 2008.

## Descrição da obra
Personagem dos círculos parisienses frequentados por Picasso no início do século XX, a cantora wagneriana Suzanne Bloch, irmã do violinista Henri Bloch, conheceu o pintor por intermédio do preeminente poeta francês Max Jacob, no ano de 1904. Suzanne posou para Picasso no ateliê do pintor, no número 13 da rue Ravignan, em Paris, ainda em finais de 1904. O historiador de arte italiano Ettore Camesasca ressalta a existência de um estudo de Suzanne feito a bico de pena com realces em guache, precedendo o quadro do MASP. Assinado e datado por Picasso, o desenho encontra-se conservado na coleção Neubury Coray, em Ascona, na Suíça.
O retrato a óleo de Suzanne Bloch nasce neste mesmo ano, no segundo semestre de 1904. A obra insere-se plenamente no contexto sombrio, repleto de nuances monocromáticas, variando do azul ao verde azulado, com a presença esporádica de tons mais quentes. Não obstante, é possível notar que a obra já anuncia certas características de uma futura transição no estilo pictórico do mestre espanhol, prenunciando o cubismo. Nas palavras de Luiz Marques, citando Ettore Camesasca: “[...] esse retrato caracteriza-se pela emergência de uma reflexão sobre a estrutura plástico-cromática de Cézanne, no âmbito de um ‘pós-impressionismo, já absorto nos problemas que farão explodir a arte’”.

## Histórico de exposições
Desde cedo, o Retrato de Suzanne Bloch gozou de grande prestígio e angariou uma ampla bibliografia, tendo figurado em importantes exposições internacionais desde 1904, quando foi produzida. A obra esteve em exibição na Tannhäuser Galerie de Berlim, em 1913; no Museo Nacional de Bellas Artes de Buenos Aires, em 1939; no De Young Memorial Museum de San Francisco, em 1940, na célebre exposição From Cézanne to Picasso, em Los Angeles (1941), na mostra A Nova Pintura Francesa, no Rio de Janeiro (1949); no Museu Picasso em Barcelona e no Kunstmuseum de Berna, Suíça, em 1992; e na retrospectiva do Museu Picasso em Paris, realizada em 1994, exposição esta que conferiu um renovado relevo à figura de Suzanne Bloch, personagem da obra.

## Histórico de posse
A obra pertenceu a Suzanne Bloch, tendo sido vendida por seus descendentes, após a morte da mesma, à princesa Sichnowsky, que a manteve em sua coleção particular em Londres. Da capital inglesa, a obra migrou para Lugano, na Suíça, onde integrou a coleção da família Biber. A partir de 1942, a obra esteve exposta na National Gallery of Art, em Washington, onde permaneceu em regime de comodato até 1946. No ano seguinte, foi adquirida pelo Museu de Arte de São Paulo (MASP), com recursos doados por Walther Moreira Salles, fundador do Unibanco, passando a integrar o acervo do museu paulista. Em dezembro de 2007, a obra foi furtada do MASP.

### O furto
No dia 20 de Dezembro de 2007, por volta das cinco horas da madrugada, 3 homens invadiram o Museu de Arte de São Paulo, levando a obra Retrato de Suzanne Bloch", além do quadro O lavrador de café de Cândido Portinari. Toda ação dos bandidos durou cerca de 3 minutos. As obras, tombadas pelo Instituto do Patrimônio Histórico e Artístico Nacional, são avaliadas em mais de US$ 55 milhões.

### Recuperação das obras
Às 22h30, horário de Brasília, do dia 8 de Janeiro de 2008, noticiou-se a recuperação das obras. As pinturas estão intactas, depois de análise de perito do MASP. Foram localizadas na cidade de Ferraz de Vasconcelos, na Grande São Paulo. A ação da polícia de São Paulo foi precedida pela prisão de suspeitos que deram a exata localização das mesmas.